# Bromochlorodifluorométhane
Le bromochlorodifluorométhane aussi appelé R-12B1, fréon 12B1, Halocarbone R12 B1, halon 1211, ou R12B1, est un halon. C'est un gaz ininflammable. Il est principalement utilisé pour éteindre les incendies (extincteur), mais entre également dans la fabrication de mélanges réfrigérants.

## Destruction de la couche d'ozone
Selon la variété, il est de 3 (halon-1211) à 10 fois (halon-1301) plus nocif pour l'ozone que les CFC. Le halon serait responsable, à lui seul, actuellement, de 20 % de la destruction d'ozone. En vertu de l'Amendement de Copenhague (1992) au Protocole de Montréal relatif à des substances qui appauvrissent la couche d'ozone, les pays industrialisés devaient cesser la production dès 1994. Mais les pays en voie de développement en 2010 seulement. La Chine augmente sa production de halon-1211 de 200 tonnes par année au lieu de la réduire. Ce pays est responsable de 90 % de la production mondiale de ce gaz.

## Applications industrielles
- Entre dans la composition de mélanges réfrigérants
- C'est un agent de lutte contre l'incendie

## Propriétés
- Gazeux dans les conditions atmosphériques (plus lourd que l'air)
- Incolore
- ininflammable
- Odeur : légèrement éthérée
- ODP (Ozone Depletion Potential) : 3
- GWP (Global Warming Potential) : 1300